# Хорель
Хорель — село в Магарамкентском районе Дагестана. Входит в состав Киркинского сельсовета.

## Географическое положение
Село расположено на расстоянии 15 км к юго-западу от села Магарамкент, административного центра района. Примыкает к восточной части села Кирка.

## Население
| 1895 | 1926 | 1939 | 1970 | 1989 | 2002  | 2010  |
| ---- | ---- | ---- | ---- | ---- | ----- | ----- |
| 422  | ↗547 | ↗561 | ↘398 | ↗591 | ↗1152 | ↘1013 |
| 2021 |      |      |      |      |       |       |
| ↘862 |      |      |      |      |       |       |